# 도쿠나가 유다이
도쿠나가 유다이(일본어: 徳永 裕大, 1994년 4월 16일~)는 일본의 축구 선수이다.

## 구단 경력
그는 2017년 J3리그의 SC 사가미하라에 입단했다. 2018년까지 42경기에 출전하여, 3득점을 넣었다. 2019년 일본 풋볼 리그의 테게바자로 미야자키로 이적했다. 2020년 일본 풋볼 리그 준우승으로 J3리그로 승격했다. 2022년까지 131경기에 출전하여, 9득점을 넣었다. 2023년 J2리그의 후지에다 MYFC로 이적했다. 2024년 SC 사가미하라로 복귀했다.